# باولو كاربونارو
باولو كاربونارو (بالإيطالية: Paolo Carbonaro)‏ (16 فبراير 1989 بباليرمو في إيطاليا - ) هو لاعب كرة قدم إيطالي في مركز الهجوم. شارك مع منتخب إيطاليا تحت 19 سنة لكرة القدم ومنتخب إيطاليا تحت 20 سنة لكرة القدم. أما مع النوادي، فقد لعب مع نادي باليرمو ونادي كاتانزارو وكوسينزا كالشيو وSS Monopoli 1966 ‏ وVigor Lamezia ‏ وASD Barletta 1922 ‏ وASD Real Agro Aversa ‏ وGiulianova Calcio ‏ وHinterReggio Calcio ‏ ونادي جيلا.

## وصلات خارجية
- باولو كاربونارو على موقع قاعدة بيانات كرة القدم.إي يو (الإنجليزية)
- باولو كاربونارو على موقع Soccerway.com (الإنجليزية)